# Лугско
Лугско — деревня в Батецком муниципальном районе Новгородской области России, с весны 2010 года относится к Мойкинскому сельскому поселению. Площадь территории деревни — 9,9 га.
Деревня расположена на северо-западе области, между деревнями Любуницы и Вольная Горка. В близлежащих болотах, западнее деревни Лугско — исток реки Луга.

## История
В Батецком районе деревня до муниципальной реформы была подчинена Вольногорскому сельсовету, затем Вольногорской сельской администрации, затем до весны 2010 года относилась к Вольногорскому сельскому поселению.

### Церковь
В Лугско (быв. Лужское) находилась каменная церковь в честь великомученика Георгия Победоносца. Приход объединял окружающие деревни — Вольная Горка (быв. Вяжская Гора), Любуницы, Мокрицы. Настоятель был расстрелян коммунистами в 1939 году. Храм был разрушен в 1943 году предположительно артиллерийский огнём наступающей Советской Армии. По приказу оккупационных властей кирпич и камни от церкви были вынесены местными жителями на дорогу. В настоящее время сохранились только два яруса колокольни.
В 2013-14 гг силами жителей соседней деревни Любуницы к остову колокольни пристроен сруб, вставлены окна, возведены крыша и крест. Храм выкрашен в бело-красный цвет. Молебны и службы проводит клирик Софийского собора о. Святослав Цхай.